# Tito Jackson
Toriano Adaryll "Tito" Jackson, född 15 oktober 1953 i Gary, Indiana, död 15 september 2024 i Gallup, New Mexico, var en amerikansk sångare och musiker.
Tito föddes som nummer tre i den berömda syskonskaran Jackson. Han var med i familjebanden The Jackson Five och The Jacksons på 1970- och 1980-talen tillsammans med sina bröder Jackie, Jermaine, Marlon, Michael och Randy. Hans systrar Rebbie, La Toya och Janet är även de sångare.
Tito gav, till skillnad från sina övriga syskon, aldrig ut något soloalbum. Titos söner – Taj, Taryll och TJ Jackson – är musiker och har tillsammans bildat bandet 3T.
Den 15 september 2024 avled Tito Jackson under en bilfärd från New Mexico på väg tillbaka till sitt hem i Claremore, Oklahoma. Hans död orsakades förmodligen av en hjärtattack.

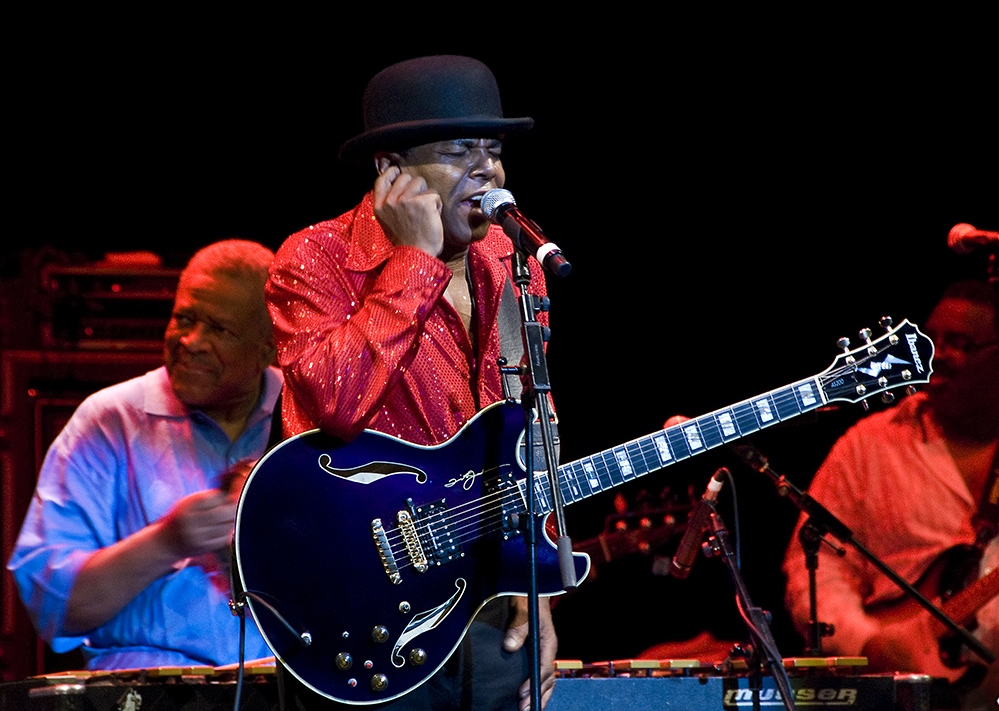
Tito Jackson vid en konsert 2009.